# Rock and Roll Back to School Special
Pour plus de détails, voir Fiche technique et Distribution.
Rock and Roll Back to School Special est un special de télévision américain dérivé du Drew Carey Show et diffusé en 2001 sur ABC.

## Fiche technique
- Titre : : Rock and Roll Back to School Special
- Réalisation : Gerry Cohen
- Scénario : Drew Carey, Bruce Helford, Dave Caplan, Les Firestein, Clay Graham, Jana Hunter, Mitch Hunter, Julie Larson, Bruce Rasmussen et Sam Simon
- Musique : W.G. Snuffy Walden
- Casting : Bonnie Zane
- Montage : John Fuller
- Pays d'origine :  États-Unis
- Producteur : Richard Baker, Lou Fusaro, Bruce Helford, Jana Hunter, Mitch Hunter, Holly Sawyer et Rick Messina
  - Producteur exécutif : Drew Carey, Les Firestein, Clay Graham, Deborah Oppenheimer, Bruce Rasmussen et Michael Teverbaugh
  - Producteur coexécutif : Dave Caplan et Dan O'Keefe
  - Coproducteur : Lisa Koontz et Julie Larson
  - Producteur consultant : Terry Mulroy, Sam Simon et Linda Teverbaugh
- Sociétés de production : Mohawk Productions et Warner Bros. Television
- Société de distribution : ABC
- Format : couleur
- Genre : Special
- Durée :
- Date de sortie :
  -  États-Unis : 2001

## Distribution
- Drew Carey : lui-même
- Ryan Stiles : Lewis Michealangelo Kiniski
- Diedrich Bader : Oswald Lee Harvey
- Christa Miller : Kate O'Brien
- Kathy Kinney : Mimi Bobeck Carey
- Craig Ferguson : le bouton de Marty
- Jenny McCarthy : elle-même
- Eric Clapton : lui-même
- Amanda Bynes : elle-même
- Peter Frampton : lui-même
- John Carroll Lynch
- Kassidy, Kelsi et Kristyn Osborn : le groupe SHeDAISY
- Marla Redic : la fille de la fête du sommeil
- Smash Mouth : lui-même